# リトル・チルドレン
『リトル・チルドレン』（原題: Little Children）は、2004年に発売されたトム・ペロッタの小説、及びそれを原作とした2006年公開のアメリカ合衆国の映画。

## ストーリー
アメリカ、ボストン郊外の閑静な住宅街ウッドワード・コート。成功したビジネスマンの夫リチャードと3歳になる娘ルーシーと共にここへ引っ越してきた専業主婦のサラ・ピアース。
さっそく娘を連れて公園デビューに挑むが、郊外の典型的な主婦の集団に肌が合わず違和感を拭えない。そんな主婦たちの目下の話題は、彼女たちが“プロム・キング”と呼ぶ、学園の人気者タイプの男性のこと。彼の名はブラッド・アダムソン。ドキュメンタリー作家として成功したキャシーを妻に持ち、主夫をしながら司法試験合格を目指していた。サラはちょっとしたイタズラのつもりで、公園に現われたブラッドとハグをしてキスを交わす。軽いお遊びのつもりが、やがてお互いのことが心の中を大きく占めるようになってしまう。
そんな中、性犯罪で服役していたロニー・マゴーヴィーが街に戻ってきたことで、街はにわかに騒然となっていく。

## 映画
第79回アカデミー賞では主演女優賞、助演男優賞、脚色賞にノミネートされた。
日本では2007年に公開され、映倫からはR-15指定を受けている。
また本作がきっかけでパトリック・ウィルソンとジャッキー・アール・ヘイリーはザック・スナイダー監督の目にとまり『ウォッチメン』の出演の前進となった。

### キャスト
| 役名                 | 俳優                         | 日本語吹替 |
| -------------------- | ---------------------------- | ---------- |
| サラ・ピアース       | ケイト・ウィンスレット       | 岡寛恵     |
| ブラッド・アダムソン | パトリック・ウィルソン       | 桐本琢也   |
| キャシー・アダムソン | ジェニファー・コネリー       | 浅野まゆみ |
| ロニー・マゴーヴィー | ジャッキー・アール・ヘイリー | 緒方文興   |
| ラリー・ヘッジス     | ノア・エメリッヒ             |            |
| リチャード・ピアース | グレッグ・エデルマン         |            |
| メイ・マゴーヴィー   | フィリス・サマーヴィル       |            |
| ルーシー・ピアース   | セイディー・ゴールドスタイン |            |
| アーロン・アダムソン | タイ・シンプキンス           |            |
| ブルホーン・ボブ     | レイモンド・J・バリー        |            |
| メアリー・アン       | メアリー・B・マッキャン      |            |
| テレサ               | トリニ・アルヴァラード       |            |
| シェイラ             | ジェーン・アダムス           |            |
| ケイ                 | サラ・バクストン             |            |
| ナレーション         |                              | 土師孝也   |

### スタッフ
- 監督：トッド・フィールド
- 製作：アルバート・バーガー、トッド・フィールド、ロン・イェルザ
- 製作総指揮：ケント・オルターマン、トビー・エメリッヒ、パトリック・パーマー
- 脚本：トッド・フィールド、トム・ペロッタ
- 撮影：アントニオ・カルヴァッシュ
- プロダクションデザイン：デヴィッド・グロップマン
- 衣装デザイン：メリッサ・エコノミー
- 編集：レオ・トロンベッタ
- 音楽：トーマス・ニューマン

### 主な受賞
- シカゴ映画批評家協会賞：助演男優賞
- ニューヨーク映画批評家協会賞：助演男優賞
- オンライン映画批評家協会賞：助演男優賞
- サンフランシスコ映画批評家協会賞：作品賞、脚本賞、助演男優賞